# Мир (базов блок)
Вижте пояснителната страница за други значения на Мир.
Базовия модул (ДОС 7) е първият компонент на космическата станция „Мир“. Изведен е в орбита с помощта на ракетата-носител Протон на 20 февруари 1986 г.

## Общи сведения
- Дължина 13.13 м.
- Диаметър 4.15 м.
- Жилищен обем 90 м3
- Маса: 20 400 кг

## Описание
Базовия модул Мир (ДОС 7) е създаден на базата на проекта Салют. Въпреки това има много съществени разлики, които включват много мощни слънчеви батерии и съвременни, за момента, компютри. Това позволило да се икономиса повече място и да се създадат отделни каюти за двама члена на екипажа. Базовия модул имал шест скачващи възела (пет от които се намирали на кръглия скачващ отсек и са предназначени за по-нататъшно разширение на станцията чрез присъединяване на нови модули). От шестте скачващи възела, два служели за скачване със станцията на космическите кораби Союз и Прогрес. Базовия модул имал два двигателя, разположени в задната част, които били разработени специално за орбитални маневри. Всеки двигател имал импулс от 300 кг. След пристигането и скачването за Базовия блок на модула Квант-1, двата двигателя вече не можели да функционират пълноценно, тъй като задният възел е вече зает.
Главната цел на Базовия блок е да осигури условия за живот на космонавтите на борда на станцията. Космонавтите можели да гледат кинофилми, които били доставени със станцията, както и да четат книги – на станцията имало голяма библиотека.
Трета група слънчеви батерии е разположена на Базовия блок през юни 1987 г.